# Прологаєва Наталія Володимирівна
Наталія Зіяні (нар. 17 лютого 1981) — українська плавчиня, Майстер спорту України міжнародного класу. Триразова паралімпійська чемпіонка 2012 року.
Займається у секції плавання Харківського обласного центру «Інваспорт».

## Нагороди
- Лауреат Всеукраїнської премії «Жінка ІІІ тисячоліття» в номінації «Рейтинг» (2012).